# East of Scotland Championships 2019
Die East of Scotland Championships 2019 im Badminton fanden vom 16. bis zum 17. März 2019 in Edinburgh statt.

## Sieger und Platzierte
| Disziplin    | Gold                         | Silber                         | Bronze                        |
| ------------ | ---------------------------- | ------------------------------ | ----------------------------- |
| Herreneinzel | Ciar Pringle                 | Callum Smith                   | Gordon Hoggan                 |
| Herreneinzel | Ciar Pringle                 | Callum Smith                   | Jack Riddell                  |
| Dameneinzel  | Rachel Cameron               | Basia Grodynska                | Eilidh McCallister            |
| Dameneinzel  | Rachel Cameron               | Basia Grodynska                | Jodie Black                   |
| Herrendoppel | Jack Macgregor Ciar Pringle  | Robert Dunn Steven Stewart     | Lloyd Holland Michael McGuire |
| Herrendoppel | Jack Macgregor Ciar Pringle  | Robert Dunn Steven Stewart     | Alistair Gordon Mark Leith    |
| Damendoppel  | Rachel Andrew Rachel Cameron | Jodie Black Eilidh McCallister | -                             |
| Mixed        | Robert Dunn Kirsten Berry    | Callum Smith Rachel Cameron    | Mark Leith Emily Harrison     |
| Mixed        | Robert Dunn Kirsten Berry    | Callum Smith Rachel Cameron    | Keith Campbell Suzanne Zwane  |